# Fungia fungites
Fungia fungites là một loài san hô trong họ Fungiidae. Loài này được Linneaus mô tả khoa học năm 1758.

## Hình ảnh

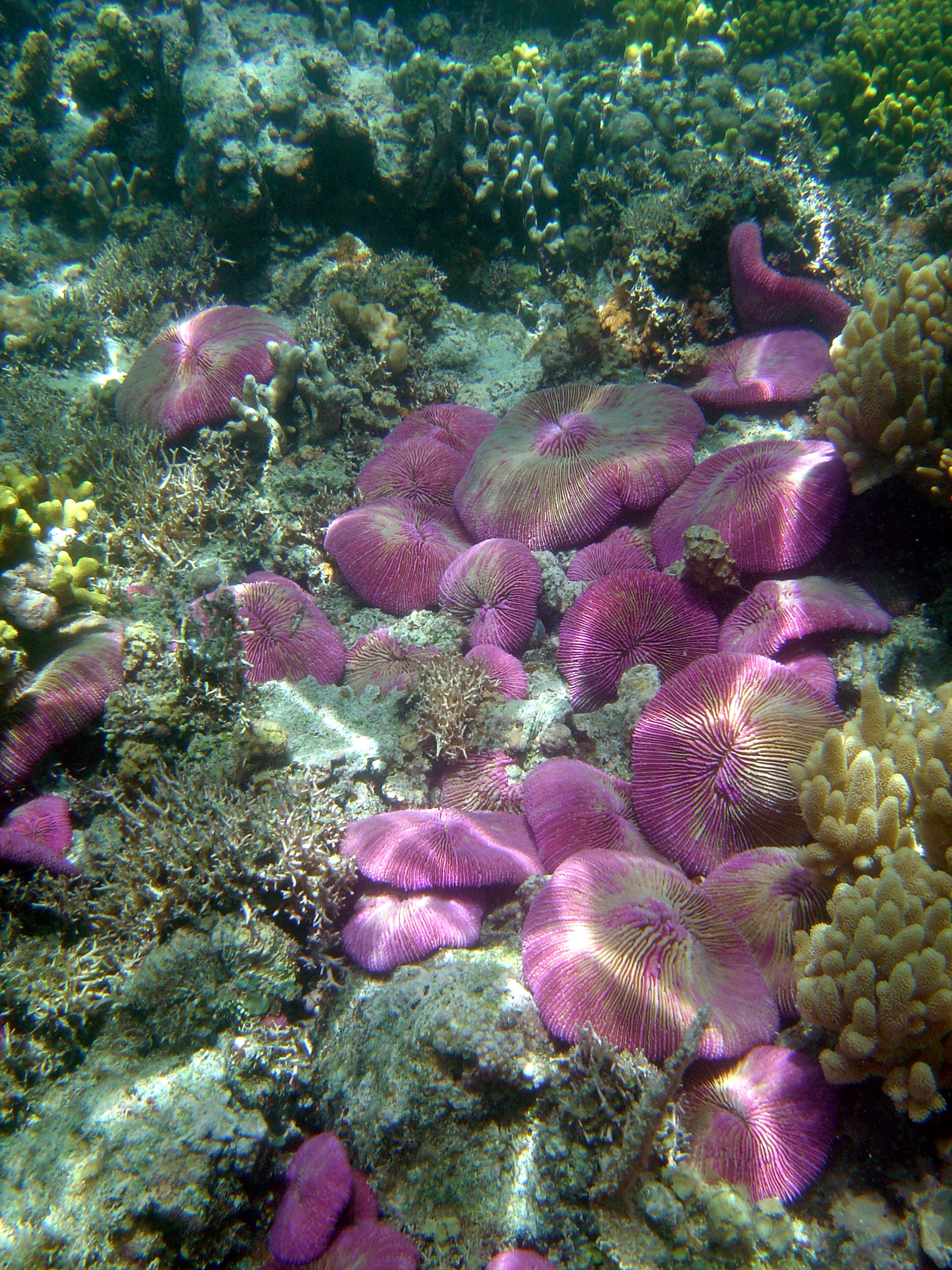
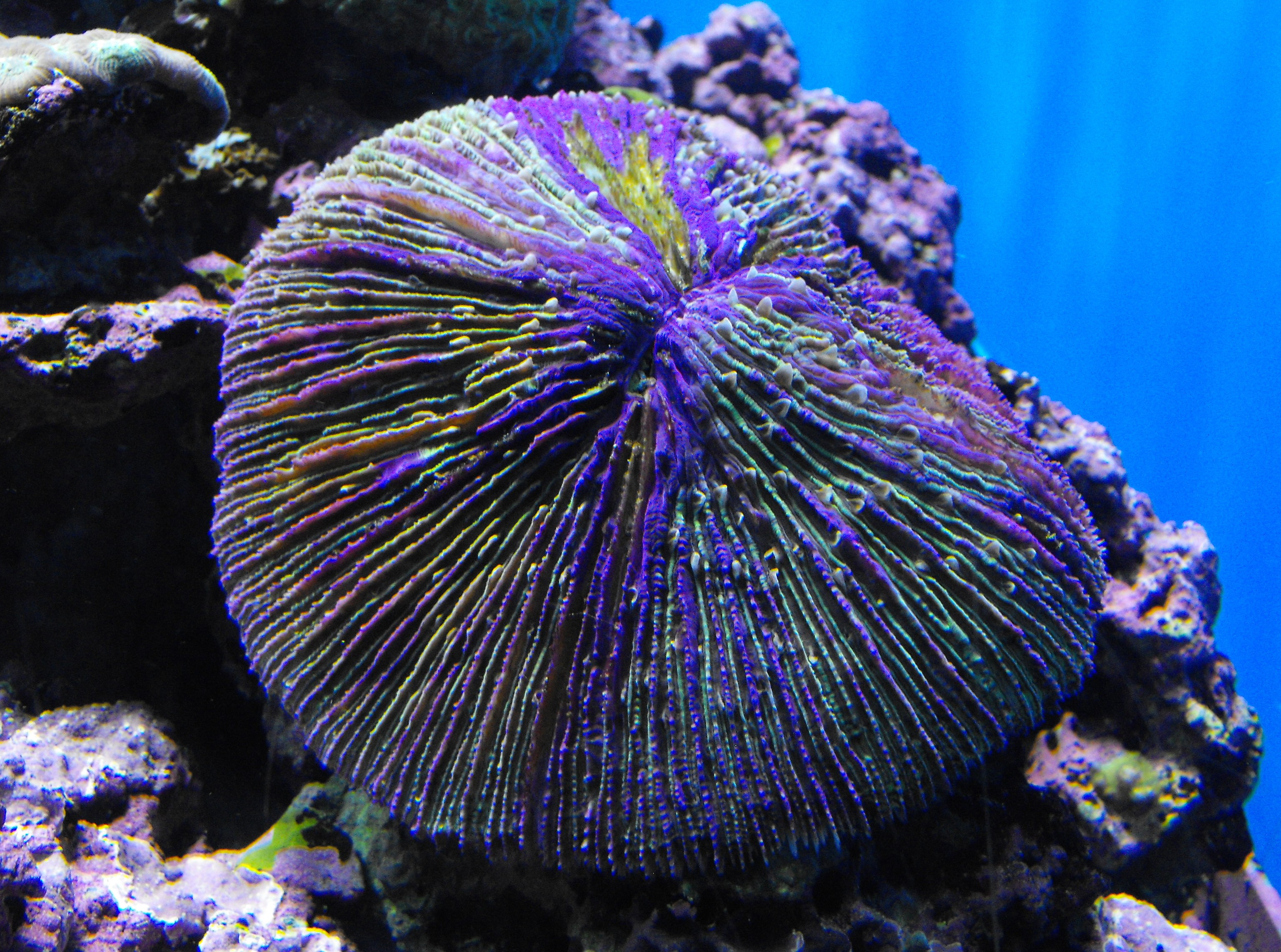
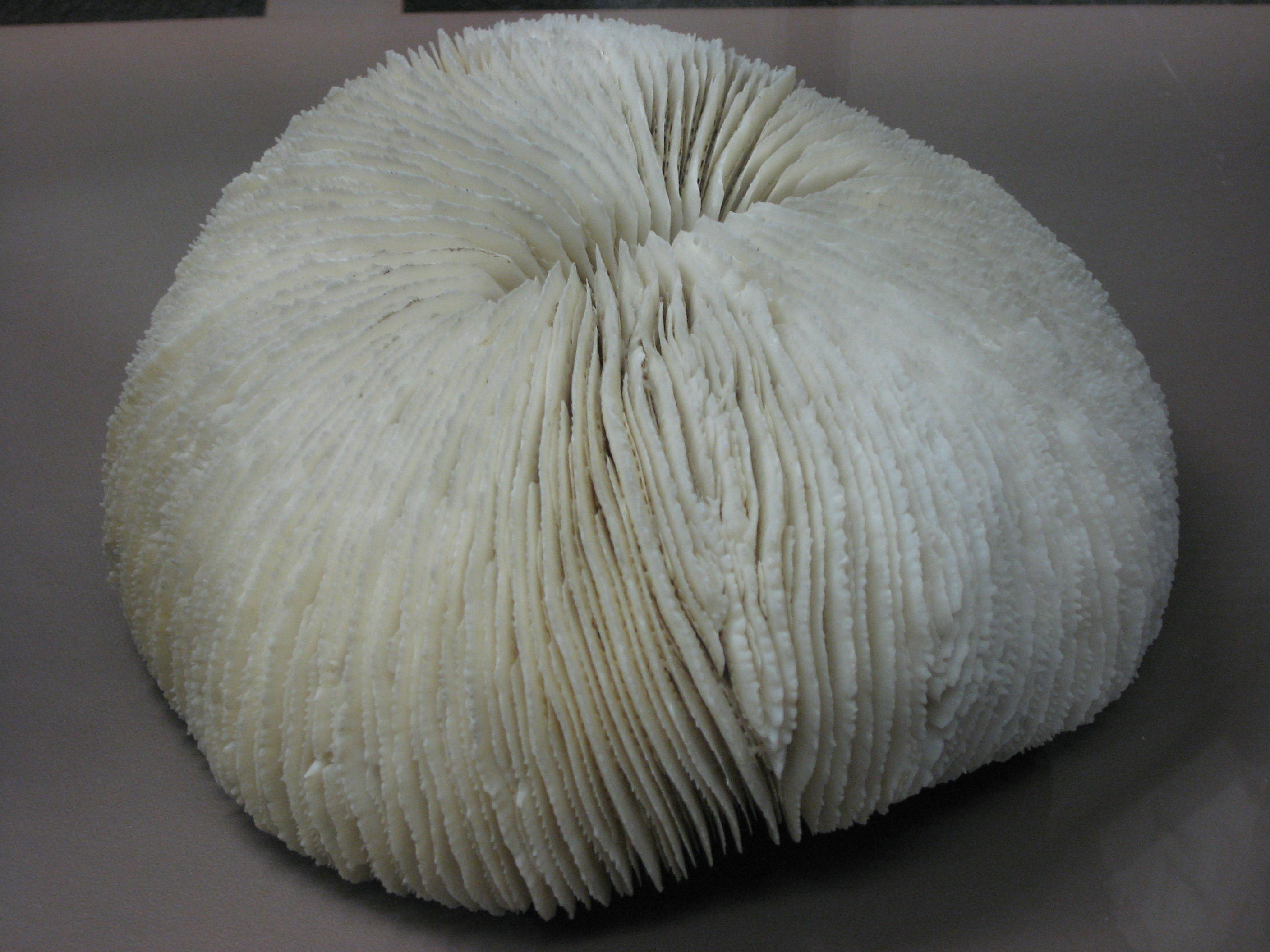